# Non chiamatemi papà
Non chiamatemi papà è un film per la televisione del 1997 diretto da Nini Salerno e da quest'ultimo interpretato insieme ai colleghi de I Gatti di Vicolo Miracoli, Jerry Calà e Umberto Smaila.

## Trama
Rocco e Ugo, due grandi amici legati dalla passione per la musica, si ritrovano dopo tanti anni. Il primo fa il pianista di un rinomato nightclub ed è sposato da otto anni con Vera, anche se ultimamente la loro relazione è in forte crisi; il secondo, insegnante di conservatorio, dopo la separazione dalla moglie vive assieme ai suoi due figli Manuela e Davide, con i quali però non ha un rapporto idilliaco.
Quando un giorno Rocco viene cacciato di casa dalla moglie, stanca delle sue continue assenze e bugie, chiede ospitalità ad Ugo; seppure questi inizialmente accetta, se ne pente dopo qualche giorno quando la sua vita quotidiana viene messa a soqquadro dalla presenza dell'ospite. Rocco infatti, senza accorgersene, mette continuamente in imbarazzo Ugo con i suoi figli, i quali man mano cominciano a prenderlo in simpatia, tanto da arrivare a chiamarlo «papà Rocco»; inoltre, ha la mania di invitare gente a casa per fare partite a poker e di chiedere continuamente soldi all'amico senza mai cacciare fuori una lira. Quando poi a seguito di un litigio con la cameriera, quest'ultima per poco non decide di licenziarsi, Ugo chiede formalmente a Rocco di andare via. Ma ironia della sorte, alcuni giorni dopo anche Ugo riceve una lettera di sfratto da parte della padrona di casa che gli intima di andarsene, e Rocco per riscattarsi si offre di andare a parlare con la signora per cercare di convincerla a cambiare idea, riuscendo nell'intento. Ugo è così costretto a continuare a sopportare, suo malgrado, la presenza invasiva dell'amico.
Durante queste vicissitudini, Rocco fa la conoscenza di Ivan, un bambino polacco rimasto orfano e sfruttato da alcuni malviventi che lo costringono a vendere rose per strada. Una sera, mosso a compassione per lui, lo porta a casa e, spiegata la situazione ad Ugo, decidono di tenerlo con loro: inoltre, Ivan chiede loro di non denunciare l'accaduto alla polizia, essendo scappato da poco da un istituto e non volendoci ritornare. Tuttavia, i rapitori di Ivan riescono a scoprire dove si nasconde il bambino e, dopo aver fatto irruzione in casa di Ugo rapiscono Manuela e Davide; ma anche stavolta, grazie ad uno stratagemma ideato da Rocco, riescono a rintracciare i ragazzi e a salvare Ivan, facendo arrestare i malviventi. A questo punto Ivan vorrebbe ritornare a casa con Ugo e Rocco, che ormai considera la sua famiglia, ma poiché la posizione dei due amici non è regolare, non avendo fatto un'esplicita richiesta di affidamento, la polizia è costretta a mettere il bambino in un istituto. Ivan, anche se a malincuore accetta, mentre Rocco e Ugo ormai affezionati, gli promettono che troveranno un modo per farlo tornare a casa.
Qualche tempo dopo, Rocco è andato via da casa di Ugo, nonostante i figli di quest'ultimo sentano parecchio la sua mancanza. Una sera, però, ecco che Rocco va a trovare Ugo e i ragazzi per salutarli, e nel bel mezzo dell'entusiasmo generale, ecco che suonano alla porta: Ugo e Rocco vanno ad aprire e di fronte a loro appare Ivan che gli chiede ospitalità, essendo nuovamente scappato dall'istituto.

## Produzione
Le riprese del film si sono svolte principalmente nell'hinterland torinese.

## Distribuzione
Il film è stato trasmesso per la prima volta su Italia 1 il 17 dicembre 1997.